# Tapping the Vein
Tapping the Vein är det tyska thrash metal-bandet Sodoms femte studioalbum, utgivet i augusti 1992 på Steamhammer på vinyl och CD.
Better Off Dead var Sodoms första studioalbum med gitarristen Andy Brings och det sista med trummisen Chris Witchhunter.

## Låtlista
Side A
1. "Body Parts" – 3:02
2. "Skinned Alive" – 2:27
3. "One Step over the Line" – 5:06
4. "Deadline" – 3:51
5. "Bullet in the Head" – 3:01
6. "The Crippler" – 4:09

Side B
1. "Wachturm" – 3:46
2. "Tapping the Vein" – 5:11
3. "Back to War" – 3:14
4. "Hunting Season" – 4:27
5. "Reincarnation" – 7:48

## Medverkande
Musiker
- Tom Angelripper – sång, basgitarr
- Andy Brings – gitarr
- Christian "Witchhunter" Dudek – trummor

Produktion
- Harris Johns – producent, inspelningstekniker
- David Nash – inspelningstekniker
- Jan Wichers – inspelningstekniker
- Dieter Braun – omslagskonst
- Jürgen Huber – omslagskonst
- Babse Thoben – foto
- Volker Beushausen – foto